# 髙瀬康夫
髙瀬 康夫（たかせ やすお）は、日本の外交官。初代駐在トンガ王国特命全権大使、第7代ジャマイカ特命全権大使。
兼バハマ、ベリーズ大使等を歴任。トンガ王国Royal Household Order 勲章受賞。

## 経歴・人物
東京都出身。成蹊小学校入学、成蹊高等学校卒業。1970年4月年東京大学理科Ⅱ類入学、1974年3月同大学卒業。同年４月東京大学海洋研究所研究生。1975年5月東京大学大学院水産学専攻修士課程入学。1976年3月同修士課程中退。
外務省経済局海洋室長、みなみまぐろ保存委員会日本政府代表、全米熱帯まぐろ類委員会委員・日本政府代表、大西洋まぐろ類保存国際委員会日本政府代表、中東2課地域調整官、経済安全保障課企画官兼漁業室長を経て、2009年（平成21年）2月トンガ大使。2012年10月第7代ジャマイカ兼ベリーズ兼バハマ駐箚特命全権大使。
トンガ大使として在任中の2012年1月10日、老朽化により給水に支障をきたしていたハアヴァカトロ村の水道設備が日本の政府開発援助（ODA）によって更新されたことに伴い、高瀬大使が代表して村に新しい給水設備を引き渡した。
経歴
1976年4月　外務省入省
経済局国際経済第二課　同局漁業室　在ロスアンジェルス総領事館　在カナダ大使館
1984年　欧亜局大洋州課
1988年　経済局漁業室　主席事務官
1992年　領事移住部外国人課　主席事務官
1993年　在ザンビア日本国大使館　参事官　
1996年　経済局　漁業室室長
1999年　経済局　海洋室長
2000年　駐ノルウェー公使参事官
2002年　駐ナイジェリア公使参事官
2004年　財団法人交流会技術交流部長
2007年　中近東アフリカ局　アフリカ担当特別調整官兼TICADIV（第4回アフリカ開発東京会議）事務局長代理
2008年　経済局　経済局長補佐（漁業、海洋担当）
2009年2月　駐トンガ王国　特命全権大使【初代駐在日本大使】
2012年10月　駐ジャマイカ兼ベリーズ兼バハマ　第7代特命全権大使　兼　
国際海底機構　日本政府常駐代表
2015年4月　外務省退官
2025年、瑞宝中綬章受章。

同期
- 齋木昭隆（13年外務事務次官・12年外務審議官（政務）・11年駐印大使・08年外務省アジア大洋州局長）
- 鶴岡公二（13年内閣官房審議官兼TPP政府対策本部首席交渉官・12年外務審議官（経済）・10年外務省総合外交政策局長）
- 兒玉和夫（13年OECD大使・外務省研修所長・10年国連大使（次席）・08年外務報道官）
- 木寺昌人（12年駐中国大使・内閣官房副長官補）
- 國方俊男（13年北極担当大使・11年駐チェコ大使）
- 小菅淳一（11年駐ヨルダン大使・06年駐アフガニスタン大使）
- 高田稔久（13年沖縄担当大使・駐ケニア兼ソマリア兼エリトリア兼セーシェル兼ブルンジ大使・10年駐ケニア大使）
- 福川正浩（11年駐ペルー大使）
- 田尻和宏（13年駐パラオ大使）
- 篠田研次（12年駐フィンランド大使）
- 高橋邦夫（11年駐ネパール大使・09年駐スリランカ兼モルディブ大使）
- 久枝譲治（11年駐オマーン大使）
- 加茂佳彦（12年駐アラブ首長国連邦大使）
- 西宮伸一（12年中国大使・10年外務審議官（経済））
- 大塚聖一（12年駐レバノン大使）
- 渡部和男（12年駐コロンビア大使・11年科学技術協力担当大使・08年駐パラグアイ大使）
- 小泉崇（12年駐ブルガリア大使）
- 東博史（13年駐ポルトガル大使・10年駐モーリタニア大使）
- 長内敬（09年駐ラトビア大使）
- 今井治（13年国際テロ対策・組織犯罪対策協力担当兼サイバー政策担当兼安保理非常任理事国選挙及び安保理改革（中南米諸国）担当大使・12年国際テロ対策・組織犯罪対策協力兼サイバー政策担当大使・09年駐エクアドル大使）
- 細谷龍平（13年駐マダガスカル大使）
- 山本啓司（12年駐ルーマニア大使・11年査察担当大使・駐カメルーン大使）
- 塚原大貮（12年駐ベナン大使）
- 川上公一（12年外交記録公開担当大使・09年駐レバノン大使）